# Kevin Lilliana
Kevin Liliana (Kevin Lilliana Junaedy, 5 de janeiro de 1996, Bandungue, Java Ocidental) é uma modelo e rainha de beleza da Indonésia que venceu o Miss Internacional 2017.
Coroada aos 21 anos, ela foi a primeira de seu país a vencer este concurso e a primeira a vencer um dos três concursos de beleza mais importantes e tradicionais do planeta: o Miss Mundo, o Miss Universo e o Miss Internacional.

## Biografia

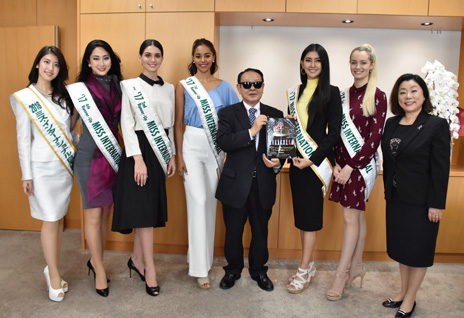
Lilliana with Mikimoto crown on interview after being crowned Miss International 2017.

Liliana é filha de Pupu Junaedi, um designer de interiores, e Lina Yulianti. Tem um irmão mais novo e morava com a família em Bandungue antes de se casar.
Além de trabalhar como modelo e influencer, é graduada em Design de Interiores pela Maranatha Christian University.

## Participação em concursos de beleza

### Puteri Indonesia 2017
Liliana ficou em segundo lugar no Puteri Indonesia 2017 e com isto ganhou a chance de ir ao Miss Internacional no Japão.

### Miss Internacional 2017
Kevin foi coroada no dia 14 de novembro de 2017 em Tóquio, Japão, após derrotar outras 68 concorrentes. Ela também levou o prêmio de “Melhor Vestuário”.
Após vencer ela disse seu discurso: "Eu ainda não consigo acreditar. É apenas como um sonho que se tornou realidade para mim. Eu pensei que jamais conseguiria. Agradeço muito ao Miss Internacional por me dar esta oportunidade. Eu vou espalhar a paz e o entendimento entre as nações, além de intercâmbio cultural. 'Erigatou gozaimasu' para a Organização Miss Internacional. Indonésia, nós conseguimos!".

## Vida após os concursos
Kevin ficou noiva de Oskar Mahendra em novembro de 2018, poucos dias depois de entregar sua coroa de Miss Internacional, tendo ela mesma compartilhado a novidade em seu Instagram.
Ela se casou em fevereiro de 2020 tendo divulgado fotos na mesma rede social, onde também anuncioui  em 21 de março que esperava o primeiro filho.
A criança, uma menina, nasceu em 21 de outubro de 2020 e foi chamada deSeraphine Zaylina Mahendra.
Além de trabalhar como modelo, ela é também influenciadora digital de diversas marcas.